# Jean-Jacques Panunzi
Jean-Jacques Panunzi, né le 5 avril 1956 à Ajaccio, est un homme politique français.

## Biographie
Après avoir suivi sa scolarité au lycée de Sartène et s'être engagé dans l’armée de terre, dans les commandos parachutistes à Toulouse, Jean-Jacques Panunzi fait le choix en 1978 de retourner vivre en Corse et de travailler en milieu rural. C’est ainsi qu’il participe au développement de l’entreprise familiale de menuiserie à Sorbollano, en Corse-du-Sud. Son retour marque également ses premiers pas en politique.

### Carrière politique
Fonctionnaire territorial, il est secrétaire de la mairie dans sa commune. Il est 1er vice-président du district de l’Alta-Rocca de 1995 à 2001.
Il est conseiller général du canton de Tallano-Scopamène de 2001 à 2015 et est élu 1er vice-président du conseil général en mars 2004, puis président en novembre 2006, après la mort de Roland Francisci. En mars 2004, il est élu conseiller territorial sur la liste Rassembler pour la Corse (DVD) et siège à l'Assemblée de Corse comme président de la commission de l’aménagement du territoire. Il est réélu en mars 2010.
Le 28 septembre 2014, il est élu sénateur de la Corse-du-Sud et entre en fonction le 1er octobre suivant.
Le 22 avril 2015, lors du premier tour des élections départementales, il est élu conseiller départemental du canton de Bavella, en tandem avec Jeannine Ciabrini. Le 2 avril suivant, il est élu 1er vice-président du conseil départemental.
Il soutient Alain Juppé pour la primaire présidentielle des Républicains de 2016. 

## Affaires judiciaires
En 2017, il est condamné à un an de prison avec sursis et 5 000 euros d'amende pour favoritisme et infraction au code du travail, dans le cadre de marchés publics,.